# Henri de Castries

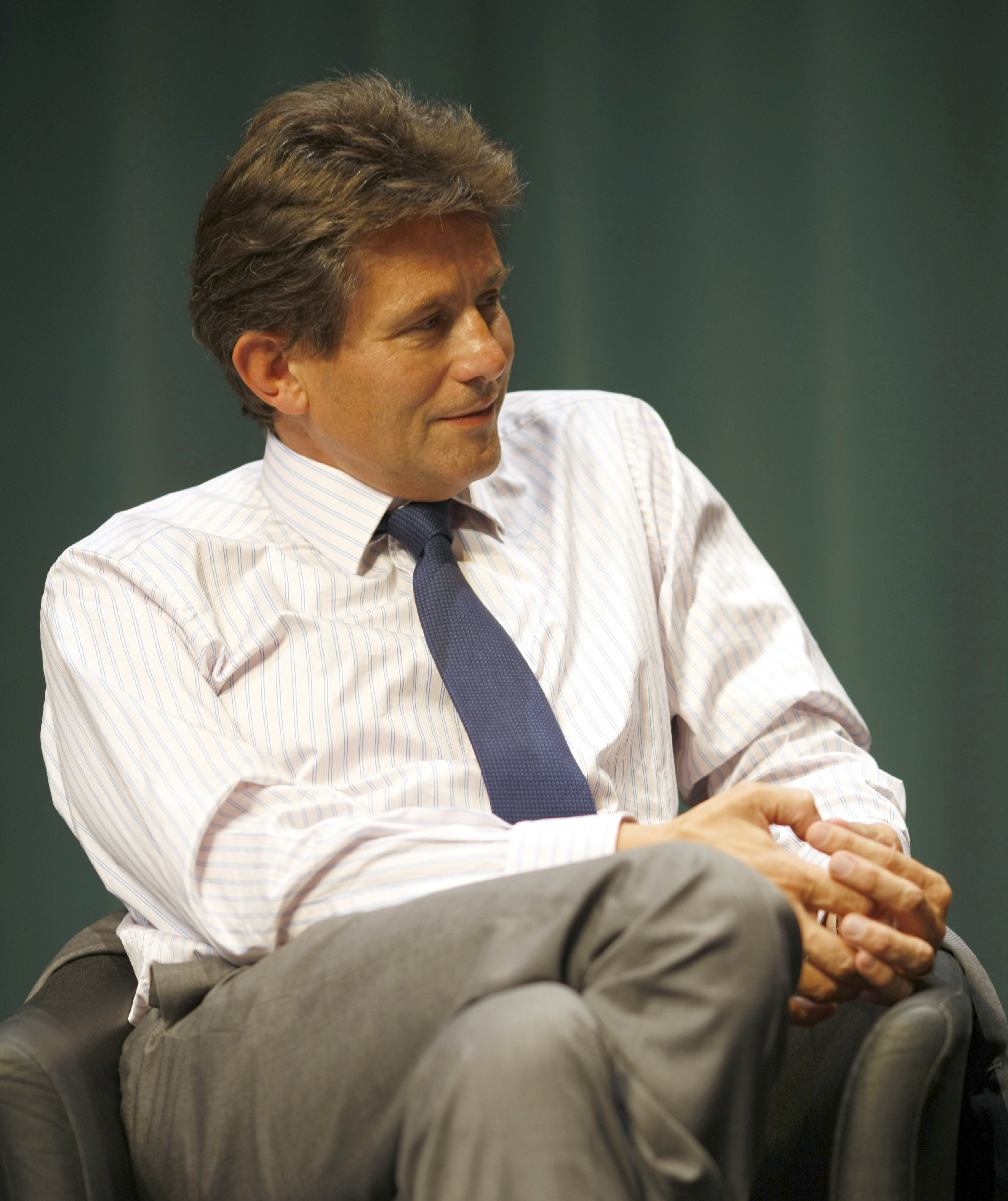
Henri de Castries im Jahr 2009

Henri de La Croix de Castries (* 15. August 1954 in Bayonne) ist ein französischer Manager und war von Mai 2000 bis September 2016 Vorstandsvorsitzender (CEO) des französischen Versicherungskonzerns AXA. Er ist Vorsitzender der Bilderberg Meetings.

## Karriere
De Castries gehört zur aus dem Languedoc in Frankreichs Süden stammenden adligen Familie de La Croix de Castries. Er besuchte zunächst die Schule École Saint-Jean-de-Passy, bevor er an das Gymnasium Collège Stanislas in Paris wechselte. Er besuchte zwei Elitehochschulen: 1976 schloss er sein Studium an der Wirtschaftshochschule École des hautes études commerciales de Paris (HEC Paris) ab. Zudem machte er eine Licence in Rechtswissenschaften. Die weitere Ausbildung an der ENA beendete er im Jahr 1980 (Jahrgang „Voltaire“) gleichzeitig mit Dominique de Villepin, François Hollande und Ségolène Royal.
Von 1980 bis 1989 übernahm er unter unterschiedlichen Regierungskonstellationen verschiedene Aufgaben im französischen Finanzministerium. 1989 wechselte er in die Hauptverwaltung des Versicherungskonzerns AXA, wo er 1991 zum Generalsekretär mit Verantwortung für die rechtlichen Fragen der Umstrukturierung und Integration der übernommenen Compagnie du Midi ernannt wurde. 1993 wurde er Generaldirektor der AXA mit Verantwortung unter anderem für den Immobilienbesitz und die Finanzanlagen. Ab 1994 übernahm er die Verantwortung für den Bereich Nordamerika und Großbritannien. Ab 1996 war er bei der Fusion mit der Union des assurances de Paris mit der Zusammenlegung der beiden Gesellschaften befasst. Ab 1997 war er Vorsitzender des Verwaltungsrates der späteren AXA Financial. Im Jahr 2000 wurde er zum Vorstandssprecher der AXA ernannt.
Zwischen 2003 und 2008 war De Castries Präsident der Geneva Association, einer internationalen Forschungsorganisation im Versicherungsbereich.
Seit 2014 leitet er die jährlichen Bilderberg-Konferenzen.
De Castries legte zum 1. September 2016 seinen Posten als CEO der AXA Group nieder und begab sich in den Ruhestand. Sein Nachfolger wurde der bisherige CEO der AXA Konzern AG in Deutschland, Thomas Buberl.
Ende September 2020 wurde de Castries für den Aufsichtsrat der aus der Fusion der Automobilhersteller FCA und PSA entstehenden neuen Firma Stellantis als „Senior Independent Director“ nominiert. Die Bestätigung durch die Aktionäre steht noch aus.